# Frankfurt am Main (Schiff)
Die Frankfurt am Main ist ein Einsatzgruppenversorger der Deutschen Marine der Berlin-Klasse. Sie ist die zweite Einheit dieser Klasse. Namensgeber ist die hessische Großstadt Frankfurt am Main.

## Geschichte
Die Frankfurt am Main wurde bei der Flensburger Schiffbau-Gesellschaft auf Kiel gelegt und am 5. Januar 2001 durch die Frankfurter Oberbürgermeisterin Petra Roth getauft. Anschließend ging es nach Kiel zu HDW, wo die Endausrüstung stattfand. Die Indienststellung erfolgte am 27. Mai 2002.
Ihr erster Heimathafen war Kiel, seit dem 26. September 2012 ist sie im Marinestützpunkt Heppenser Groden in Wilhelmshaven stationiert.
Am 16. März 2017 wurde der Einsatzgruppenversorger abends beim Einlaufen in den Heimathafen Wilhelmshaven beschädigt. Beim Zurücksetzen in der Seeschleuse berührte die Frankfurt am Main den Betonvorbau der Schleuseninsel mit dem Heck. Die für die folgende Woche geplante Teilnahme am Großmanöver Joint Warrior bei Schottland musste abgesagt werden.

## Aufgaben
Einsatzgruppenversorger (EGV) wie die Frankfurt am Main versorgen Schiffe mit Betriebsstoffen, Verbrauchsgütern, Proviant und Munition und sind so ausgerüstet, dass sie diese Güter während der Fahrt von Schiff zu Schiff übergeben können. Zwei Hubschrauber dienen dem Transport von Personen und Material. Dadurch kann die Durchhaltefähigkeit von Verbänden erheblich verlängert werden, d. h. die Hafenliegezeit zum Aufnehmen von Versorgungsgütern wird verkürzt.

### Versorgungseinrichtungen
Mit dem Ladegeschirr der Frankfurt am Main können Versorgungsgüter während der Fahrt und im Hafen unabhängig umgeschlagen werden. Die Beladungskapazität beträgt:
- 84 Containerstellplätze
- Transportkapazität:
  - 7600 t Schiffsdiesel,
  - 490 t Flugkraftstoff,
  - 126 t Schmieröl,
  - 71 t Frischwasser,
  - 100 t Verbrauchsgüter,
  - 1075 t Festgüter
  - 230 t Proviant
  - 200 t Munition

Die EGV können außerdem die Entsorgung von Abwasser und Müll der versorgten Einheiten übernehmen.

### Betankung auf See
Ladungsübergabe auf See erfolgt in der Regel nicht. Hingegen ist die Betankung von Schiffen aus dem Verband Routine. Erste Erprobung des Verfahrens erfolgte 1975 mit dem Zerstörer Mölders. Die geeignete Vorrichtung und das entsprechende Geschirr sind heute erfolgreich im Einsatz.

### Zusätzliche sanitätsdienstliche Komponente

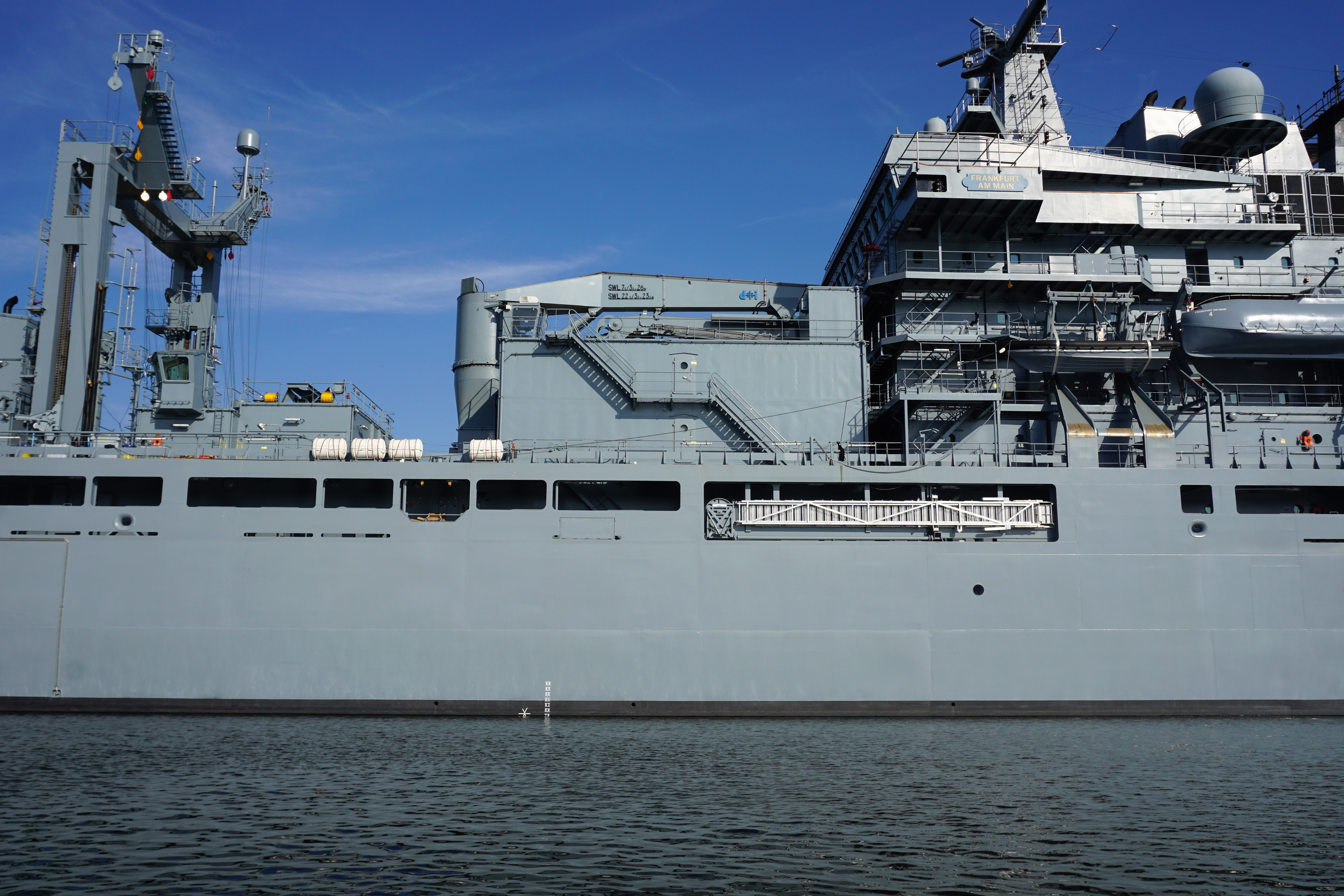
Das neue iMERZ auf der Frankfurt am Main

Das Marineeinsatzrettungszentrum 2 (kurz MERZ), das zuletzt auf der Frankfurt am Main installiert war, wurde am 22. Februar 2015 durch ein Feuer zerstört. Als Ersatz erhielt das Schiff am 23. Mai 2022 einen neuen Decksaufbau für ein neues und integriertes MERZ (iMERZ).

## Bewaffnung
Zur Selbstverteidigung sind die EGV der Marine mit vier Marineleichtgeschützen MLG 27 und vier schweren Maschinengewehren bewaffnet. Außerdem werden Fliegerfäuste und bei Bedarf auch zwei Sea King MK41, NH-90 Sea Lion oder Sea Lynx Mk88A mitgeführt. Die Bordhubschrauber werden für den Transport von Versorgungsgütern oder Verwundeten von Schiff zu Schiff eingesetzt können aber auch zur U-Jagd oder sogar zur Abwehr gegen Asymmetrische Bedrohungen eingesetzt werden. Das Flugdeck erlaubt auch den Einsatz größerer Hubschrauber.

## Einsätze
- 19. Mai – 13. Oktober 2003: Operation Enduring Freedom (OEF) am Horn von Afrika/Djibouti
- 24. Februar – 9. Juli 2004: Manöver DESTROYER EXERCISE 2004 (DESEX)
- 2005: Werftaufenthalt in Kiel
- 15. Oktober 2006 – 1. März 2007: Unterstützung der Seeüberwachung durch UNIFIL vor dem Libanon
- März 2007: EU Maritime Task Group
- 20. Januar – 19. Juni 2009: Einsatz- und Ausbildungsverband 2009 (EAV) und Teilnahme am U-Jagd-Manöver Noble Manta
- April 2009: Teilnahme an der Übung UNITAS Gold vor Florida
- 10. Januar – 18. Juni 2010: Einsatz- und Ausbildungsverband 2010 (EAV)
- 15. Februar – 16. März 2010: Good Hope IV (Combined Joint Exercise) am Kap der Guten Hoffnung in Südafrika
- 1. Mai – 11. Juni 2010: Operation Active Endeavour (OAE)
- 27. Februar – 23. Juni 2012: Einsatz- und Ausbildungsverband 2012 (EAV)
- 2. April – 14. Juni 2013: Einsatz- und Ausbildungsverband 2013 (EAV)
- 26. August – 6. September 2013: Manöver FLOTEX 2013 in der Kieler Bucht
- 6. September – 19. September 2013: Manöver Northern Coasts ’13 vor Gotland in Schweden
- 11. Februar – 20. Mai 2014: Einsatz- und Ausbildungsverband 2014 (EAV)
- 1. Juli 2014 – 21. Juli 2015: Werftaufenthalt in der Emder Werft- und Dockbetriebe (EWD) zur Instandsetzung, nachdem die Frankfurt am Main 503.000 km gefahren war. Während das auf Containern basierende Marineeinsatzrettungszentrum (MERZ) bei einer Firma im Überseehafen in Bremen ausgelagert wurde, kam es am 22. Februar 2015 dort zu einem Großbrand, bei dem das MERZ beschädigt wurde.
- 11. Januar – 30. Juni 2016: als Ablösung für den Einsatzgruppenversorger Berlin bei der EU NAVFOR Med – Operation Sophia, gemeinsam mit der Korvette Ludwigshafen am Rhein[8]
  - Am 21. Februar 2016 wurde bekannt, dass 120 Flüchtlinge im Mittelmeer 25 Kilometer vor der libyschen Küste von einem Schlauchboot gerettet wurden.
  - Allein am 12. April 2016 rettete die Frankfurt am Main 737 Menschen aus Seenot.[9]
- Am 19. Oktober 2017 lief die Frankfurt am Main aus ihrem Heimathafen aus, um die Fregatte Lübeck bei der Standing NATO Maritime Group 2 (SNMG2) in der Ägäis abzulösen. Sie diente hierbei dem Task Group Leader der Task Group 01 Kapitän zur See Michael Gemein als Flaggschiff.[10] Die Task Group 01 hat den Auftrag, im Rahmen der NATO-Aktivität in der Ägäis im Rahmen der Flüchtlingskrise zur Erstellung eines Lagebilds für die griechische und türkische Küstenwache sowie die europäische Grenzschutzagentur Frontex in der Ägäis beizutragen. Am 30. Oktober 2017 fand im Hafen von Souda auf Kreta die Kontingentübergabe von der Lübeck auf die Frankfurt am Main statt.[11]
- Am 7. Mai 2024 lief die Frankfurt am Main von Wilhelmshaven in den Indopazifik aus.[12] Dort nahm sie im Juli 2024 an der multinationalen Übung Rimpac 2024 teil. Im September 2024 durchfuhr das Schiff gemeinsam mit der Fregatte Baden-Württemberg die Taiwanstraße.[13] Am 8. Dezember 2024 kehrte sie vom Einsatz zurück.[14]
- Am 30. Mai 2025 lief die Frankfurt am Main von Wilhelmshaven in die Ostsee aus. Dort nahm das Schiff an der seit 1971 jährlich stattfindenden Übung BALTOPS 25 teil.[15] Schließlich kehrte der EGV am 21. Juni 2025 nach Wilhelmshaven zurück.

Bei der Versorgung von zwei Schiffen beim Manöver RIMPAC 2024
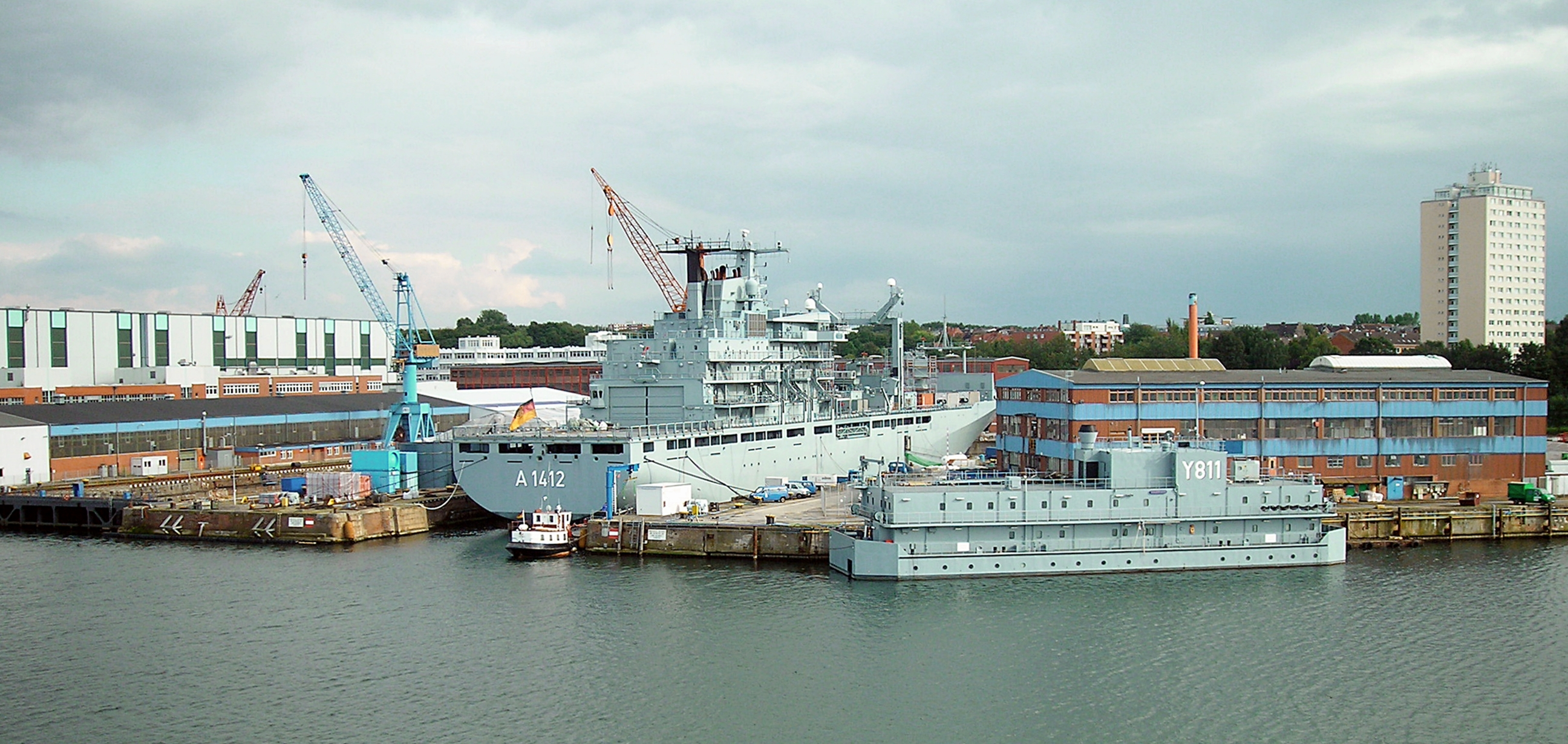
Frankfurt am Main bei HDW zur Ausrüstung 2007
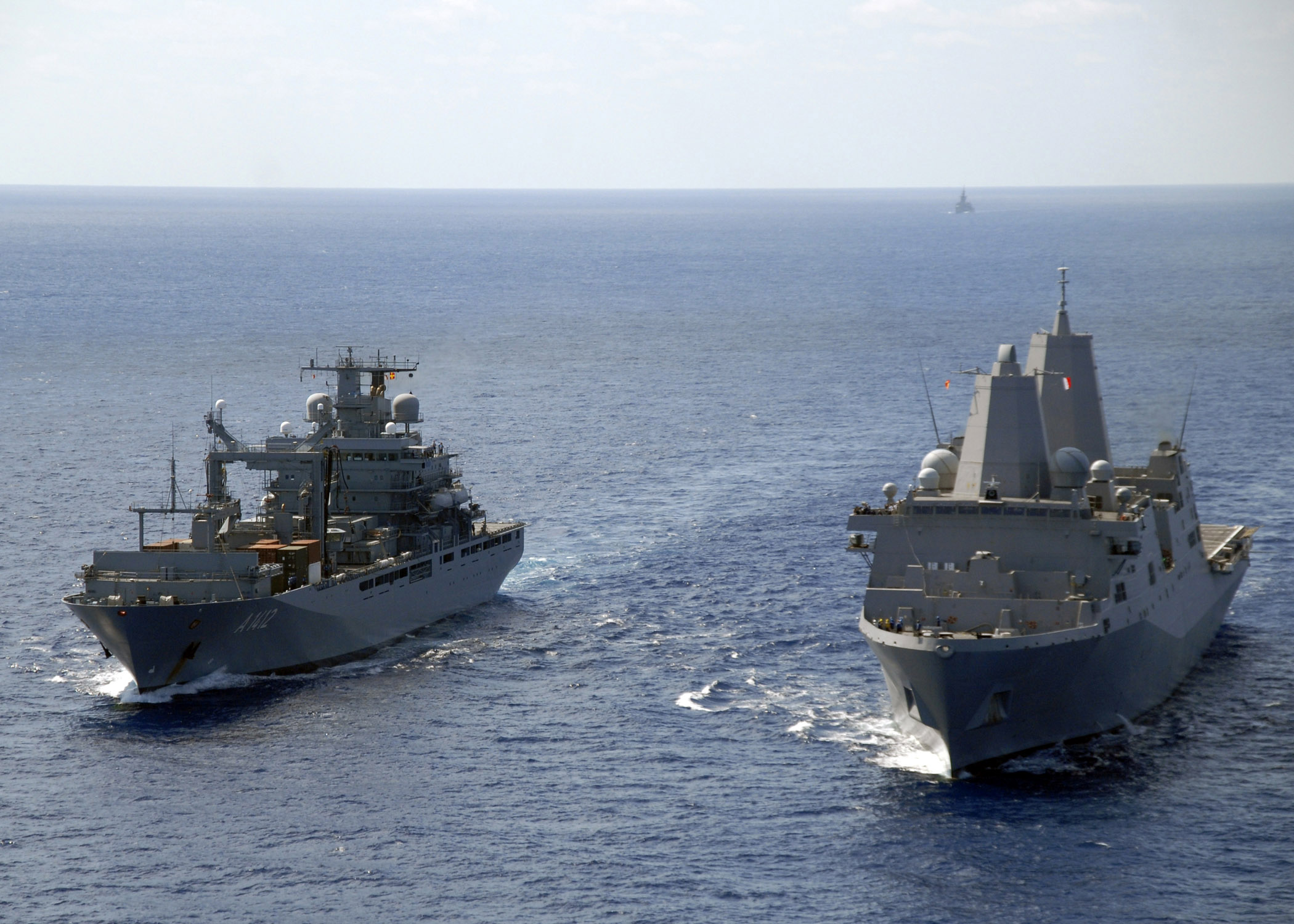
Frankfurt am Main neben USS Mesa Verde
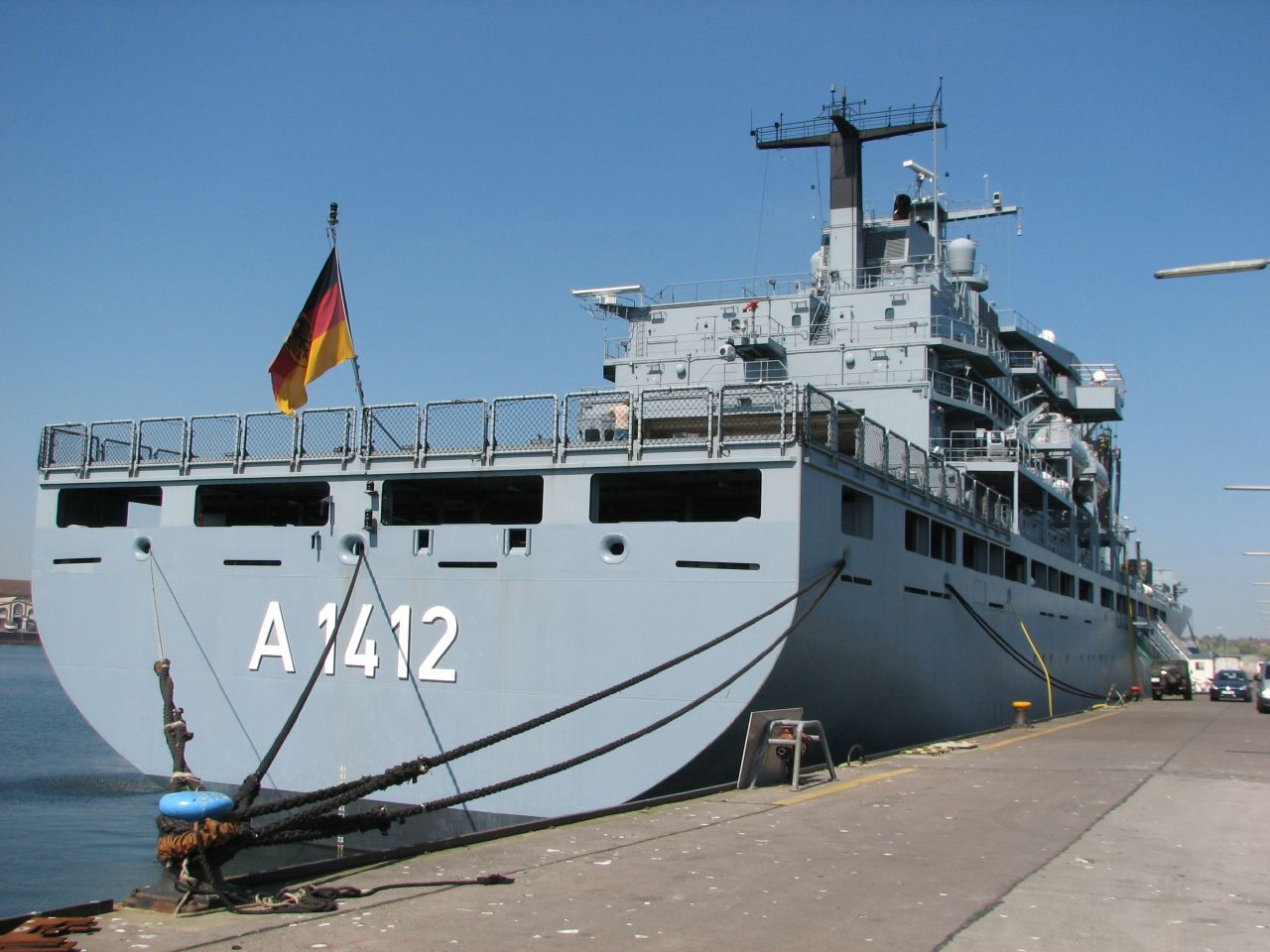
Heck der Frankfurt am Main

## Kommandanten
| Nr. | Name                               | Beginn der Amtszeit | Ende der Amtszeit |
| --- | ---------------------------------- | ------------------- | ----------------- |
| 1   | Fregattenkapitän Torsten Eickriede | 27. Mai 2002        | 31. Jan. 2005     |
| 2   | Fregattenkapitän Thomas Fischer    | 31. Jan. 2005       | 1. Feb. 2008      |
| 3   | Fregattenkapitän Stefan Berger     | 1. Feb. 2008        | 14. Sep. 2009     |
| 4   | Fregattenkapitän Heiko Rottmann    | 14. Sep. 2009       | 27. Sep. 2012     |
| 5   | Fregattenkapitän Oliver Winkle     | 27. Sep. 2012       | 7. Okt. 2014      |
| 6   | Fregattenkapitän Andreas Schmekel  | 7. Okt. 2014        | 6. Okt. 2016      |
| 7   | Fregattenkapitän Carsten Kauke     | 6. Okt. 2016        | 21. Nov. 2019     |
| 8   | Fregattenkapitän Hanno Weisensee   | 21. Nov. 2019       | 16. Jan. 2025     |
| 9   | Fregattenkapitän Sebastian Fliege  | 16. Jan. 2025       | –                 |